# Завод добрив у Кастельйон-де-ла-Плана
Завод добрив у Кастельйон-де-ла-Плана – колишній виробничий майданчик на cході Іспанії.
В 1962-му створили Organizadora de Fertilizantes de Iberia (Fertiberia), засновниками якої виступили Bank of Bilbao та зареєстрована на Багамах International Development & Investment Company. Fertiberia узялась за проекти в галузі виробництва добрив та запустила кілька заводів, одним з яких став введений в дію у 1966-му майданчик в Кастельйон-де-ла-Плана, що міг виробляти нітратну кислоту (результата конверсії аміаку), аміачну селітру (продукт реакції аміаку та нітратної кислоти) та комплексні добрива. Особливістю заводу була відсутність базового виробництво аміаку, при цьому майданчик в Кастельйон-де-ла-Плана знаходився у портовій зоні і приймав аміак доправлений танкерами. Втім, варто відзначити, що інший завод Fertiberia у Ла-Коруньї навпаки, виробляв аміак, проте не мав його похідних виробництв.
За 1966 – 1971 роки завод сукупно випустив 277 тисяч тонн аміачної селітри та 1060 тисяч тонн комплексних добрив, а в 1971-му уклали контракт на спорудження додаткової лінії азотної кислоти продуктивністю 250 тонн на добу.
Вже невдовзі після запуску виникла серйозна опозиція до заводу, прихильники якої вимагали перенесення цього потенційно небезпечного виробництва до іншого місця. У підсумку компанія Explosivos Rio Tinto (ERT), що в 1974-му поглинула Fertiberia, закрила майданчик в Кастельйон-де-ла-Плана. Це сталось «після кількох десятків років роботи», не раніше 1981-го та не пізніше 1995-го, коли відбулось знечення складів колишнього заводу.